# Argument din eroare logică
Argumentul din eroare logică cunoscut și sub denumirea de argumentum ad logicam este o eroare logică în care se presupune că din moment ce un argument conține o eroare logică, în mod necesar concluzia sa este falsă.

## Schemă
Are următoarea formă generală:
Dacă P, atunci Q.
P este un argument eronat.
Atunci, Q este fals.

## Exemple
Popescu: "Toate pisicile sunt animale. Miți e un animal. Asta înseamnă că Miți este o pisică."
Ionescu: "Ah tocmai ai comis eroarea logică a afirmării consecventului. Îmi pare rău, nu ai dreptate, înseamnă că Miți nu este o pisică."
Popescu: "Bine — O să-ți dovedesc că sunt ardelean - uite eu vorbesc românește asta înseamnă că sunt ardelean".
Ionescu: "Da dar și moldovenii, oltenii și alții vorbesc românește. Ai comis eroarea logică a grupării, presupunând că toți cei care vorbesc românește sunt neapărat ardeleni. Asta înseamnă că nu ești ardelean."
Bineînțeles simplul fapt că argumentul din eroare logică poate fi invocat împotriva unui argument nu înseamnă că de asemenea în mod automat se "dovedește" și argumentul, ca și cum acesta ar fi el însuși un argument din eroare logică.
Un exemplu pentru acest fel greșit de a raționa este următorul:
Georgescu: Presupunerea lui Ionescu că Miți nu este o pisică este un argument din eroare logică. Asta înseamnă că Miți trebuie neapărat să fie pisică.
Argumentul din eroare logică poate fi privit ca o variantă la eroarea logică ad hominem, pentru că se bazează pe aparenta lipsă de credibilitatea a oponentului, un factor care este irelevant pentru corectitudinea teoriei prezentate (totuși poate ajuta la sprijunirea unui argument inductiv).